# (20295) 1998 FF75
A (20295) 1998 FF75 a Naprendszer kisbolygóövében található aszteroida. A LINEAR projekt keretében fedezték fel 1998. március 24-én.